# Budova Filharmonie Hradec Králové
Budova Filharmonie Hradec Králové je stavba na Eliščině nábřeží, která vznikla v letech 1929–1930 jako součást Sokolovny podle návrhu architekta Milana Babušky. Původně sloužil sál filharmonie jako kino, až později byl upraven pro účinkování hudebníků. V letech 2004–2005 došlo k zásadní rekonstrukci budovy a následně zde byly vybudovány nové varhany. Stavba se dostala do finále soutěže Stavba roku 2006.

## Rekonstrukce
Budova sálu Filharmonie sloužila původně jako kino, ale později došlo k několika úpravám. Vznikla přístavba zázemí pro účinkující instrumentalisty a další dílčí změny v původní budově (pódium, kabiny zvukové a světelné techniky, doplnění divadelní techniky). Sedadla určená pro sledování filmového plátna byla pro hudební představení nevhodně umístěna, sál měl nedostačující akustiku a nevyhovoval ani z hlediska kapacity. Z toho důvodu se Statutární město Hradec Králové jakožto majitel budovy rozhodlo pro kompletní rekonstrukci.
První zmínky o přestavbě budovy pocházejí již z roku 1994. Realizace rekonstrukce nakonec započala 5. 4. 2004 a ukončena byla dne 30. 9. 2005. Autorem projektu rekonstrukce je Ing. arch. Alexandr Wagner. Generálním dodavatelem stavby se stala společnost VCES, a. s. Náklady na realizaci dosáhly cca 120 mil. vč. DPH.
Projektová příprava proběhla ve dvou etapách. Podle projektu z let 2001–2002 měly být obvodové zdi hlediště a jeviště zachovány, zvýšeny a obestavěny přilehlými přísálími, která by spojovala lóže. Na počátku roku 2004 však vypracoval ing. arch. Wagner z vlastní iniciativy variantu, která pojala celou rekonstrukci dispozičně a prostorově více velkoryse. Město tuto změnu akceptovalo a následně projektová příprava začala nanovo, a to už v době, kdy běžely stavební práce.
Vlastní rekonstrukce proběhla ve třech částech. Nejprve došlo k demolici objektu původního kinosálu a části přístavby, která se sálem bezprostředně staticky souvisela. Odbourány byly i původní základy, zůstala pouze vstupní hala a balkón. Hlediště i jeviště tak mohlo být rozšířeno o tři metry, hrana forbíny se posunula více do hlediště, zvětšen byl i portál. Nový návrh počítal s možností instalace varhanního stroje po stranách sálu.
Další část rekonstrukce tvořila přestavba objektu, který je nedílnou součástí přilehlé budovy TJ Sokol z roku 1930. Původní mohutné nosné zdi v suterénu nahradily lehké ocelové konstrukce a v nově vzniklých prostorách bylo umístěno občerstvení. Proměnou prošla i stará vstupní hala.
Třetí část rekonstrukce se týkala zázemí filharmoniků, které bylo vybudováno v roce 1972 jako přístavba tehdejší filharmonie. Zde byly obnoveny technické rozvody, omítky i konstrukce podlah.

## Sál
Koncertní hala měla původně disponovat kapacitou 624 diváků, z toho dole v sále mělo být k dispozici 333 sedadel, zbylá místa na balkónech.
Nakonec vznikl sál o kapacitě 543 míst (přízemí 345 míst, balkon 100 míst, lože 98 míst).
Hlavní balkón je umístěn tradičně kolmo k jeho ose sálu, 16 menších balkónů se nachází ve dvou řadách nad sebou po bocích sálu. Přísálí je situováno do lehké ocelové konstrukce s průhlednou prosklenou fasádou a slouží současně jako hlavní přístupová cesta k balkónům. Samotný sál s jevištěm tvoří železobetonová skořepina o tloušťce pouhých 20 cm, ale celkové výšce stěny až 17 m. Naopak nejhlubší místo nové budovy je 2,5 m pod hladinou spodní vody s kontrolním systémem dvojité fóliové hydroizolace.
Návrh a realizaci akustiky sálu prováděla firma SONING Praha. Sál dosahuje z hlediska akustiky úrovně předních evropských koncertních síní. Je koncipován pro operní, činoherní, baletní, operetní či muzikálová představení s možností využití moderní osvětlovací a projekční techniky. Hodnocení akustiky je B+.
V roce 2023 došlo k rekonstrukci dřevěné jevištní podlahy.
Od roku 2025 má sál nést jméno operní pěvkyně Soni Červené. Červená filharmonii věnovala čtyři historické hudební nástroje, které mají být vystaveny ve speciálně upraveném prostoru Filharmonie. Červená ve své závěti odkázala instituci portrét JUDr. Jiřího Červeného a čtyři historické dechové nástroje z rodinné dílny Červených. Pátý nástroj obdržela Filharmonie už dříve. Jedná se o tubu, eufonium, fanfárovou trubku a dva suzafony.

### Varhany
Součástí prestiže sálu se měly stát varhany. S jejich budoucí realizací se počítalo již při rekonstrukci budovy, avšak tehdy ještě nebyly peníze. Odbornými konzultacemi přispěl významný český organolog prof. Václav Uhlíř, který navrhl jejich dispozici.
Původně se počítalo s 61 rejstříky, 3 777 píšťalami a španělskými trumpetami a s pohyblivým stolem. Nakonec došlo k výrobě nástroje s 3481 píšťalami a 54 rejstříky. Nejdelší píšťala je dlouhá 5,6 metru, nejmenší měří dva centimetry.
Vznik varhan byl ale komplikovaný, a dokonce se stal součástí podvodu. Pro Filharmonii Hradec Králové varhany nechal zhotovit Nadační fond kulturního dědictví českých a moravských varhan Prostějov, který založil sbírku na varhany. Celkové náklady na pořízení varhan byly odhadovány na přibližně 18 milionů Kč. Prvních 6 milionů Kč poskytlo město Hradec Králové. Na vzniku se od roku 2006 podílel varhanář Vladimír Grygar. Podle obžaloby v roce 2006 dotaci šest milionů korun, za které měl varhany postavit, použil k jinému účelu. Postavil jen malou část, která se dále nedala použít. Po mnoha letech soudních jednání v dubnu 2016 pražský vrchní soud Grygara pravomocně potrestal za dotační podvod čtyřmi lety vězení.
Novým impulzem se v roce 2008 stalo založení nového nadačního fondu, který založila přímo Filharmonie. Do jeho čela se postavil zpěvák a podnikatel Luboš Janhuba. Vzhledem k nedůvěře činitelů po předchozím neúspěchu i v důsledku hospodářské krize se však dlouho nepodařilo získat větší částku. Zvrat nastal až ve chvíli, kdy se do projektu angažovala místní rodačka a světoznámá operní pěvkyně Soňa Červená. Stala se patronkou fondu a v roce 2015 při oslavě svých 90. narozenin v Národním divadle vyzvala, ať lidé přispějí na výstavbu nových varhan. Následně přislíbil 4 mil. Kč tehdejší ministr kultury Daniel Herman, a to za podmínky, že se na spolufinancování bude podílet i kraj a město.
V roce 2016 bylo oznámeno, že část varhan za 15 milionů korun je již hotová a dokončit je má za 8,8 milionu korun bez DPH dílna Roberta Ponči z Krnova. Počítalo se s dokončením na podzim 2017. Varhany nakonec opravdu dokončil Robert Ponča z Krnova. Intonace zajišťoval Tomáš Fafílek. S instalací varhan se započalo v červenci 2017. První neoficiální koncert se konal ve středu 20. prosince 2017, kdy na nový nástroj zahrál diecézní organolog Václav Uhlíř, který stál za podobou jejich dispozice. V tu chvíli bylo hotovo teprve 14 z 54 rejstříků. První oficiální slavnostní koncerty proběhly ve dnech 15. a 16. března 2018.
Náklady nakonec dosáhly 14,5 mil. Kč. Největší část financování zajistil Nadační fond Varhany pro Filharmonii Hradec Králové, kterému se podařilo získat přes 5 mil. Kč. Stavbu varhan finančně podpořilo město Hradec Králové (4,1 mil. Kč), Ministerstvo kultury ČR (4 mil. Kč) i Královéhradecký kraj (1,5 mil. Kč).
Varhany mají dělenou skříň, umístěnou po obou stranách jevištních portálů tak, aby nepůsobila dominantním dojmem a vrůstala do moderně pojatého prostoru hlediště. Díky tomu neomezuje možnosti uvádění scénických hudebních forem.

#### Základní údaje
- Počet znějících rejstříků: 54
- Počet píšťal: 3 481
- Délka největší píšťaly: 560 cm
- Délka nejmenší píšťaly: 2 cm[11]

| I. manuál, C–a3, hlavní stroj | I. manuál, C–a3, hlavní stroj |
| ----------------------------- | ----------------------------- |
| Burdon                        | 16´                           |
| Principál                     | 8´                            |
| Flétna špičatá                | 8´                            |
| Roh kamzíkový                 | 8´                            |
| Oktáva                        | 4´                            |
| Flétna příčná                 | 4´                            |
| Kvinta                        | 2 2/3´                        |
| Superoktáva                   | 2´                            |
| Kornet od a° 5x               | 8´                            |
| Mixtura maior 5x              | 2´                            |
| Mixtura minor 4x              | 1´                            |
| Trompeta                      | 8´                            |
| Trubka angl. (trsm.)          | 8´                            |
| Trompeta                      | 4´                            |

| II. manuál, C–a3, pozitiv | II. manuál, C–a3, pozitiv |
| ------------------------- | ------------------------- |
| Kryt                      | 8´                        |
| Kvintadena                | 8´                        |
| Salicionál                | 8´                        |
| Principál                 | 4´                        |
| Flétna krytá              | 4´                        |
| Oktáva                    | 2´                        |
| Kvinta                    | 1 1/3´                    |
| Sesquialtera 2–3x         | 2 2/3´                    |
| Flétna příčná             | 1´                        |
| Cimbál 3x                 | 1´                        |
| Dulcián                   | 16´                       |
| Roh křivý                 | 8´                        |
| Trubka angl.              | 8´                        |

| III. manuál, C–a3, žaluziový stroj | III. manuál, C–a3, žaluziový stroj |
| ---------------------------------- | ---------------------------------- |
| Gamba špičatá                      | 16´                                |
| Principál housl.                   | 8´                                 |
| Flétna trubicová                   | 8´                                 |
| Viola di Gamba                     | 8´                                 |
| Vox celestis                       | 8´                                 |
| Oktáva                             | 4´                                 |
| Flétna kopulová                    | 4´                                 |
| Nasard                             | 2 2/3´                             |
| Flétna zobcová                     | 2´                                 |
| Tercie                             | 1 3/5´                             |
| Mixtura 4x                         | 2´                                 |
| Hoboj                              | 8´                                 |
| Vox humana                         | 8´                                 |
| Trubka angl. (trsm.)               | 8´                                 |

| Pedál, C–f1          | Pedál, C–f1 |
| -------------------- | ----------- |
| Kontrabas (ext.)     | 32´         |
| Principálbas         | 16´         |
| Subbas               | 16´         |
| Burdonbas (trsm.)    | 16´         |
| Gamba špič. (trsm.)  | 16´         |
| Kvintbas (ext.)      | 10 2/3´     |
| Oktávbas (ext.)      | 8´          |
| Flétna basová (ext.) | 8´          |
| Gamba (ext.)         | 8´          |
| Chorálbas (ext.)     | 4´          |
| Flétna               | 2´          |
| Mixtura 4x           | 2 2/3´      |
| Pozoun               | 16´         |
| Trompeta (ext.)      | 8´          |
| Trubka angl. (trsm.) | 8´          |
| Klarina (ext.)       | 4´          |